# Lillasjön (Tranemo socken, Västergötland)
Lillasjön är en sjö i Tranemo kommun i Västergötland och ingår i Ätrans huvudavrinningsområde.